# Pieter de Boer
Pieter de Boer (Piet) (Uithuizen, 27 november 1939 – Uithuizermeeden, 6 augustus 2020) was een Nederlands politicus van het CDA.
De Boer was actief in de lokale politiek, in eerste instantie naast zijn werk als koster. Hij zat sinds 1982 in de schaduwfractie van het CDA in Uithuizen. Op 6 november 1986 werd hij beëindigd als wethouder, amper zes maanden nadat hij als raadslid was aangetreden na de gemeenteraadsverkiezingen in het voorjaar. Hij stond toen als vijfde op de lijst, de zogenaamde wipzetel. Hij vond zelf dat dit eigenlijk niet hoorde en dat je ten minste vier jaar in de raad moest hebben gezeten, maar er was geen andere keus.
Uiteindelijk was hij ruim 16 jaar wethouder, van 6 november 1986 tot zijn pensioen in 2002 in gemeente Hefshuizen, wat vanaf 1990 samen met Warffum, Kantens, Usquert opging in de gemeente Eemsmond. Het laatste jaar was hij tevens locoburgemeester en de laatste maand was hij burgemeester ter overbrugging tussen burgemeesters Hans van der Laan en Gerard Renkema. Hij nam tegelijkertijd met Anne Tiekstra afscheid van de gemeentepolitiek op 22 maart 2002 en legde na de gemeenteraadsverkiezingen zijn functie neer. Als VVD en CDA in 2010 een minderheidskabinet vormen en een gedoogakkoord met de PVV sluiten, zegt De Boer zijn jarenlange lidmaatschap van het CDA op.
Tot het laatst was hij actief als kerkrentmeester van de Mariakerk (Uithuizermeeden), waarvoor hij deelnam in de overleggen van de Groningse aardbevingsgroep. Koning Willem-Alexander kwam op zijn verzoek naar de heropening van de kerk na de restauratie van storm- en aardbevingsschade en hij werd voor zijn verdiensten in 2018 door de koning uitgenodigd om Koningsdag in Groningen bij te wonen. Hij werd op 7 maart 2002 benoemd tot Ridder in de Orde van Oranje-Nassau. Hij overleed in augustus 2020 op 80-jarige leeftijd.